# Río Guadalupe (San Pablo)
Der Río Guadalupe ist ein endorheischer Fluss im Anden-Hochgebirge des südlichen Bolivien.
Der Fluss hat eine Gesamtlänge von nur 22 Kilometern und ist einer der Quellflüsse des Río Grande de Lípez. Er durchfließt von Süden nach Norden den Kanton San Antonio de Lípez im Landkreis (bolivianisch: Municipio) San Pablo de Lípez in der Provinz Sur Lípez im Departamento Potosí. Die Quellregion des Flusses liegt in einer Höhe von 4.161 m in zwanzig Kilometer Luftlinie nordwestlich von dem höchsten Gipfel der Region, dem Cerro Lípez (5929 m).
Der Río Salado fließt in nördlicher Richtung durch unbesiedeltes Gebiet und vereinigt sich nach 22 Kilometern mit dem Río Salado zum Río Grande de Lípez, der 153 Kilometer flussabwärts in den Salar de Uyuni (auch Salar de Tunupa) mündet, mit mehr als 10.000 km² der größte Salzsee der Erde.
Die Region leidet über weite Teile des Jahres unter großer Trockenheit, der Jahresniederschlag ist mit 150 mm sehr niedrig (siehe Klimadiagramm San Antonio de Lípez): er weist von April bis Oktober weniger als 5 mm Monatsdurchschnitt auf, nur in den Südsommermonaten November bis März fallen nennenswerte Niederschläge, so dass der Fluss nur periodisch Wasser führt. Trotz einer niedrigen Jahresdurchschnittstemperatur nur knapp über dem Gefrierpunkt findet sich aufgrund der Nähe zum Äquator tagsüber eine hohe Sonneneinstrahlung, so dass die mittlere Tageshöchsttemperatur im Jahresverlauf zwischen 6 und 11 °C liegt; daraus entsteht in den Mittagsstunden eine überdurchschnittlich hohe Verdunstung und der Anteil der im Wasser gelösten mineralischen Salze steigt an, woraus sich der Name des Flusses (Río Salado = dt. Salzfluss) erklärt.
Darüber hinaus zeigen wissenschaftliche Studien der letzten Jahrzehnte, dass ein erheblicher Teil des Oberflächenwassers nicht aus den spärlichen Niederschlägen der Region stammt, sondern Tiefenwasser aus wasserführenden Gesteinsschichten ist, das sich dort im Verlauf der letzten Jahrzehntausende angesammelt hat. So geht eine Studie von Isabelle Chaffaut davon aus, dass mehr als 90 Prozent des Oberflächenwassers aus diesen Tiefenwasser-Reservoirs stammt und durch den oberflächlichen Abfluss unwiederbringlich verloren geht.